# Tvååker
Tvååker is een plaats in de gemeente Varberg in het landschap Halland en de provincie Hallands län. De plaats heeft 2390 inwoners (2005) en een oppervlakte van 225 hectare.